# Арвинья
Арвинья́ (фр. Arvigna, окс. Arvinhan) — коммуна во Франции, находится в регионе Окситания. Департамент коммуны — Арьеж. Входит в состав кантона Восточный Памье. Округ коммуны — Памье.
Код INSEE коммуны — 09022.

## Население
Население коммуны на 2008 год составляло 196 человек.
| 1962 | 1968 | 1975 | 1982 | 1990 | 1999 | 2008 |
| ---- | ---- | ---- | ---- | ---- | ---- | ---- |
| 146  | 132  | 127  | 154  | 149  | 156  | 196  |

## Экономика
В 2007 году среди 127 человек в трудоспособном возрасте (15—64 лет) 93 были экономически активными, 34 — неактивными (показатель активности — 73,2 %, в 1999 году было 69,2 %). Из 93 активных работали 81 человек (47 мужчин и 34 женщины), безработных было 12 (3 мужчины и 9 женщин). Среди 34 неактивных 11 человек были учениками или студентами, 15 — пенсионерами, 8 были неактивными по другим причинам.

## Фотогалерея

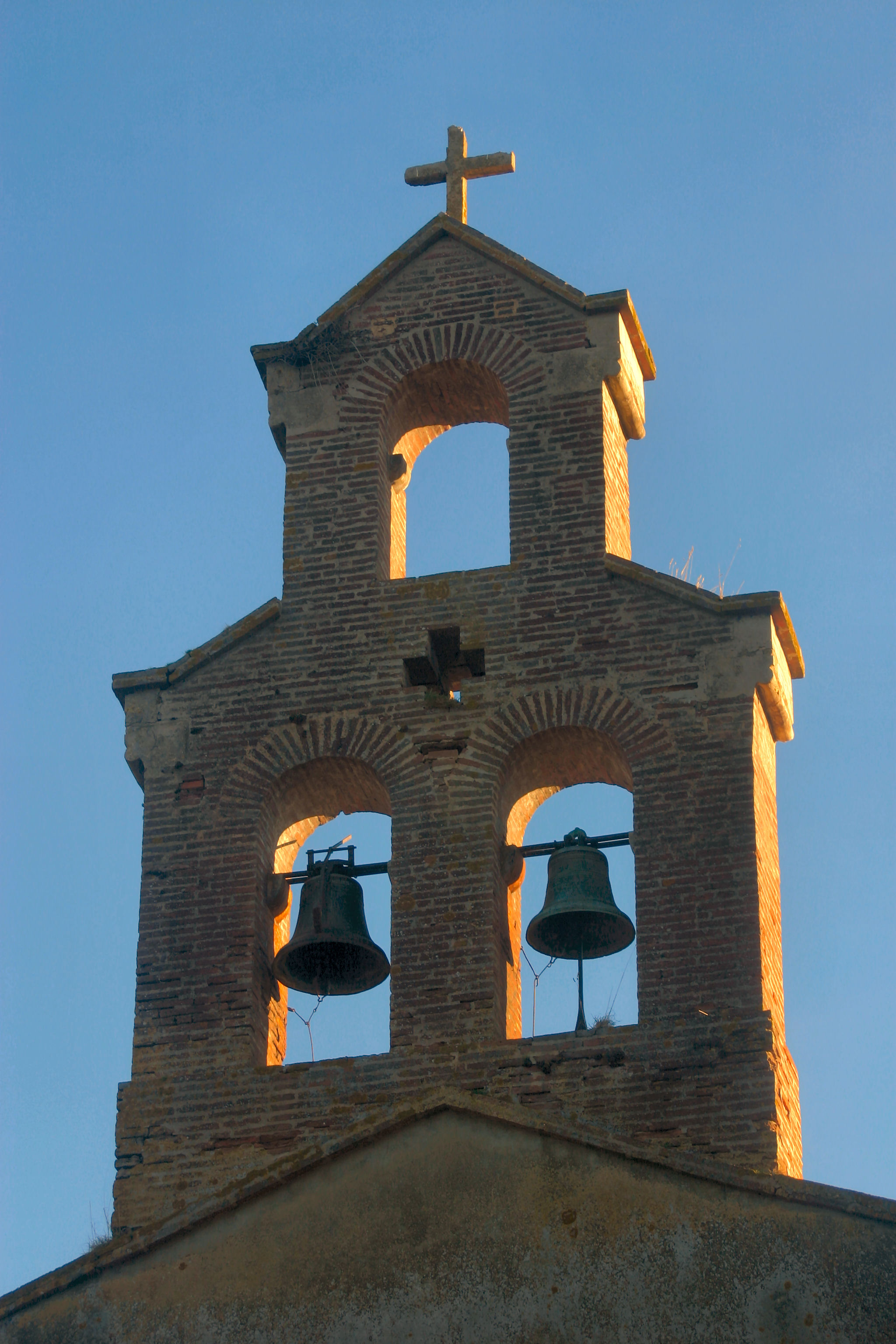
Церковь
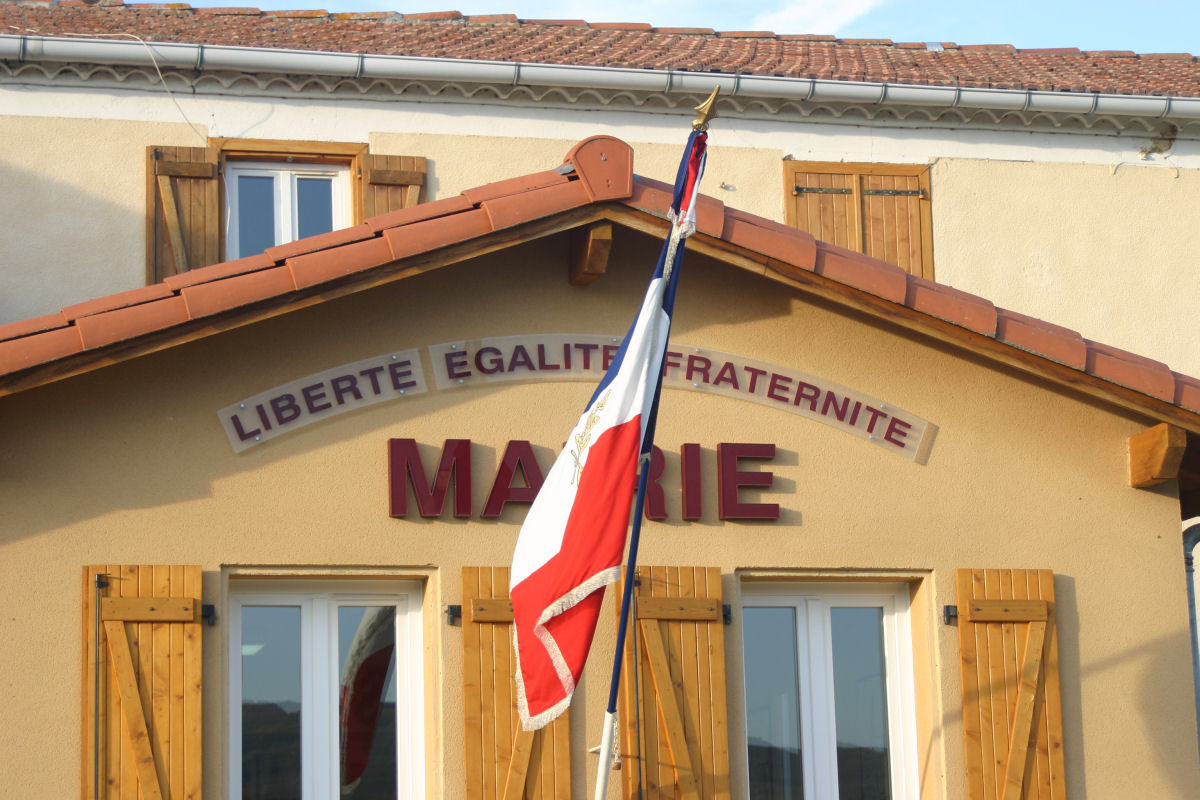
Мэрия
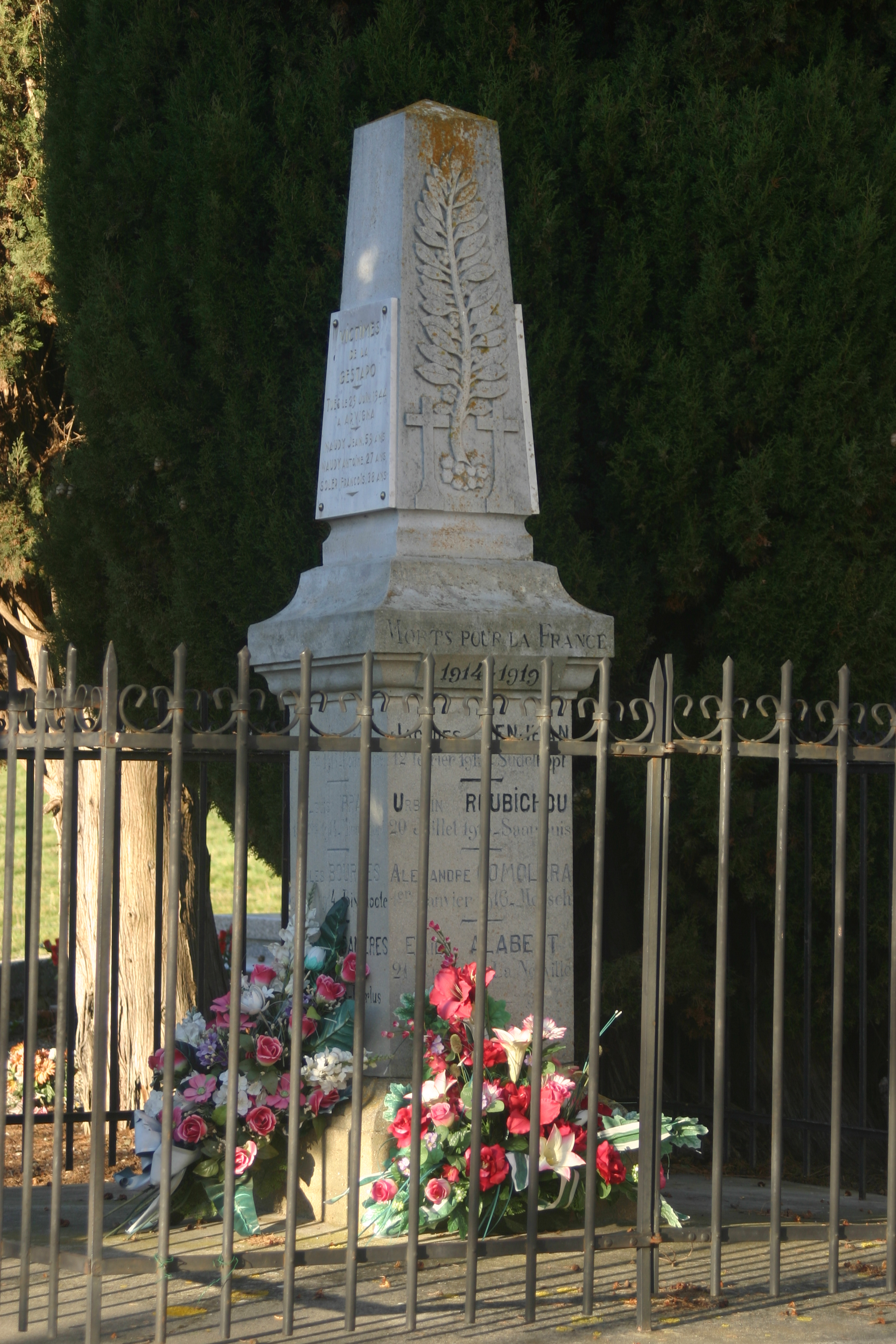
Военный монумент